# Heinrich Giske
Jochen Friedrich Jacob Christian Heinrich Giske (* 28. Oktober 1853 in Dammereez, heute Ortsteil von Dersenow; † Juni 1915 in Lübeck) war ein deutscher Klassischer Philologe und Pädagoge.

## Leben
Heinrich Giske stammte aus einer Lehrerfamilie. Er wurde zunächst von seinem Vater Friedrich Giske (1807–1886) unterrichtet; im Alter von 14 Jahren trat er in das großherzogliche Lehrerseminar in Neukloster ein. Als Junglehrer kam er nach Röbel; gleichzeitig erhielt er Unterricht in Latein und Griechisch. So konnte er ab Herbst 1873 das Katharineum zu Lübeck besuchen, das er Ostern 1876 mit dem Abitur abschloss. Er studierte Klassische Philologie, Germanistik, Geschichte und Theologie an den Universitäten Rostock und Berlin.
Anfang 1881 wurde er in Rostock mit einer von Richard Foerster betreuten Dissertation zu Leben und Werk von Johannes Tzetzes promoviert, gegen Ende des Jahres bestand er in Rostock sein Staatsexamen.
Von Ostern 1882 an war er am Katharineum zu Lübeck als wissenschaftlicher Hilfslehrer tätig, Michaelis 1883 wurde er als Oberlehrer fest angestellt. 1901 verlieh ihm der Senat den Titel Professor. Zum Ende des Jahres 1907 wurde er in den Ruhestand versetzt.
Er war 1892 Mitbegründer und erster Vorsitzender der Sektion Lübeck des Deutschen und Österreichischen Alpenvereins.
Giske war der Lateinlehrer Thomas Manns; dieser soll Elemente von Giske für die Figur des Suitiers Andreas Giesecke (für die ansonsten Karl Peter Klügmann als Vorbild gilt) in den Buddenbrooks verwendet haben.

## Werke
- De Joannis Tzetzae scriptis ac vita. Dissertation, Universität Rostock 1881 (Digitalisat).
- Über den Hans Sachs zugeschriebenen Lobspruch auf die Stadt Rostock. In: Archiv für Litteraturgeschichte. Band 10 (1880), S. 13–34
- Zu Walthers Vokalspiel. In: Zeitschrift für deutsche Philologie. Band 15.
- Zur Textkritik des Ezzoleichs. In: Germania. Neue Reihe, Band 16.